# Момент кључ
Момент кључ или кило кључ је алат за прецизно причвршћивање машинских делова, као на пример главе мотора за блок, замајца за радилицу, корпе квачила за замајац и код генералне мотора. Крај држалице момент кључа се окреће око своје осе и ту има индикатор који показује подешену сила стезања у Nm. Разлог зашто се назива и кило кључ је чињеница да су Nm лако преводиви у Kg, на пример 25 Nm = 2,5 Kg. При стезању кад се достигне подешена килажа кључ кликне и то индикује да је достигнута жељена сила. Дугуљасти су у дизајну да би била већа полуга и тиме лакше ономе ко затеже.